# Tijuana No!
Tijuana No! es un grupo musical mexicano que fusiona rock, punk, reggae y ska, originario de Tijuana, México. En sus letras, mantuvo temáticas como la crítica a temas sociales como la inmigración y la pobreza. Con su labor musical han apoyado a movimientos como el del Ejército Zapatista de Liberación Nacional y protestas contra la Ley Arizona. También, alrededor de sus inicios el tema *Soweto* trata acerca de la segregación racial y la propuesta separatista "Apartheid" por parte del gobierno/anglo-imperialista (colonial) Sud-africano. Pero como concientizador y radicalista, el líder y posteriormente preso político Nelson Mandela; cual después de décadas de ser mantenido bajo prisión lograría convertirse en presidente electo de la anteriormente mencionada nación: Sudáfrica.

## Trayectoria
Tijuana No! se formó a finales de los años 80 con el nombre de Radio Chantaje y luego cambiaron su nombre a No. Por los mismos años, en la Ciudad de México, ya había un grupo de relevancia local llamado "Grupo NO". Por lo que, luego de presentarse en esa ciudad en 1990, decidieron llamarse Tijuana No!. Su popularidad creció con un disco grabado en la disquera Rock and Roll Circus, en 1991, lo que mereció que este material fuera regrabado por el sello alternativo Culebra Récords en 1992. Con ello, su sencillo Pobre de ti alcanzó fama en el mercado hispanohablante y se convertiría en uno de los clásicos del rock de México
En 2017 fue publicado el documental Tijuana No. Borders and Transgressions del director Pável Valenzuela Arámburo, que trata sobre la historia del grupo.

## Integrantes
- Teca García - Percusiones, voz y flautas

- Jorge Borja Velázquez - Bajo y coros
- Jorge Jiménez - Guitarra
- Alejandro Zúñiga - Batería
- Edmundo Arroyó - Saxofón
- Daniel Villareal - Trombón
- Linda Owlen - Voz
- Andree Peña - Teclados
- Eunice Paz - Bajo y coros
- Luis Sández - Voz
- Jorge Salcedo - Voz

### Exintegrantes
- Mayumi Toyoda - Voz
- Cecilia Bastida - Teclados y voz
- Luis Güereña † - Voz y timbales
- Messier A. Perseo Martín .D - Teclados (y mascotas)
- John Plantel - Trombón
- John Murray - Flauta transversal
- Dardin Coria - Teclados
- Julieta Venegas - Voz
- Fabián Romero - Teclados
- Rodrigo "Lengua alerta"

## Discografía
- Indefinición -demo- - 1991 (Independiente) -solo en formato de casete-
- No - 1991 (Rock and Roll Circus (Disquera Independiente))
- No - 1992 (Culebra) (BMG). Con la participación de Rocco y Sax (Maldita Vecindad), Manu Chao.
- Transgresores de la Ley - 1994 (Culebra) (BMG). Con la participación de Manu Chao, Fermín Muguruza y Todos Tus Muertos.
- Contra Revolución Avenue - 1998 (BMG Latin). Con la participación de Kid Frost, Fermín Muguruza y Kim Deal.
- Rock del Milenio - 1999 (BMG Latin)
- Live at Bilbao, Spain - 2000 (BMG Latin)
- Lo Mejor de Tijuana NO! - 2001 (BMG Latin)

## Sencillos
- Va Por Los 43 - 2019 A 5 años de la desaparición forzada, canción dedicada a los 43 y a sus familias, ni perdón ni olvido. ft. Lengualerta, Adriana Primavera y vídeo por alumnos de la Universidad Iberoamericana Tijuana.
- Come Bck - 2019 ft Gadiel y Peterpan.

## Colaboraciones
- Citizenship - 2020 Tambora Zen ft Ceci Bastida y Tijuana No!
- Kid Frost
- Kim Deal - [The Breeders]
- HR - [Bad Brains]
- Fermín Muguruza - [Negu Gorriak]
- Manú Chao - [Mano Negra]
- Roco - [La Maldita Vecindad y los Hijos del Quinto Patio]
- Sax (Euhlalio) - [La Maldita Vecindad y los Hijos del Quinto Patio]
- Fidel Nadal - [Todos tus Muertos]